# Gauliga Württemberg
De Gauliga Württemberg was een van de zestien Gauliga's die in 1933 werd opgericht na de machtsgreep van de NSDAP in 1933. De overkoepelende voetbalbonden van de regionale kampioenschappen werden afgeschaft en zestien Gauliga's namen de plaats in van de voorheen ontelbare hoogste klassen. In de Gauliga Württemberg speelden teams uit de Württemberg en Hohenzollern. Voorheen speelden de clubs in de competities van de Zuid-Duitse voetbalbond.

## Erelijst
| Seizoen | Kampioen          | Vicekampioen           |
| 1933-34 | Union Böckingen   | Kickers Stuttgart      |
| 1934-35 | VfB Stuttgart     | SSV Ulm                |
| 1935-36 | Kickers Stuttgart | Sportfreunde Stuttgart |
| 1936-37 | VfB Stuttgart     | SSV Ulm                |
| 1937-38 | VfB Stuttgart     | Kickers Stuttgart      |
| 1938-39 | Kickers Stuttgart | VfB Stuttgart          |
| 1939-40 | Kickers Stuttgart | VfB Stuttgart          |
| 1940-41 | Kickers Stuttgart | VfB Stuttgart          |
| 1941-42 | Kickers Stuttgart | VfB Stuttgart          |
| 1942-43 | VfB Stuttgart     | Sportfreunde Stuttgart |
| 1943-44 | SV Göppingen      | Kickers Stuttgart      |

## Eeuwige ranglijst
| Club                   | /11 |
| ---------------------- | --- |
| SV Stuttgarter Kickers | 11  |
| VfB Stuttgart          | 11  |
| Sportfreunde Stuttgart | 11  |
| Ulmer FV 1894          | 10  |
| FV Union 08 Böckingen  | 9   |
| SpVgg 1898 Feuerbach   | 9   |
| 1. SSV Ulm             | 9   |
| Stuttgarter SC         | 9   |
| FV Zuffenhausen        | 6   |
| Sportfreunde Esslingen | 5   |

| Club                | /11 |
| ------------------- | --- |
| SpVgg Cannstatt     | 5   |
| VfR Aalen           | 5   |
| SV Göppingen        | 3   |
| VfR Heilbronn       | 2   |
| VfB Friedrichshafen | 2   |
| SSV Reutlingen      | 2   |
| 1. FC 08 Birkenfeld | 1   |
| VfR Schwenningen    | 1   |
| VfL Sindelfingen    | 1   |
| SpVgg Untertürkheim | 1   |

1933/34 · 1934/35 · 1935/36 · 1936/37 · 1937/38 · 1938/39 · 1939/40 · 1940/41 · 1941/42 · 1942/43 · 1943/44 · 1944/45
Originele Gauliga's: Baden · Bayern · Berlin-Brandenburg · Hessen · Mitte · Mittelrhein · Niederrhein · Niedersachsen · Nordmark · Ostpreußen · Pommern · Sachsen · Schlesien · Südwest-Mainhessen · Westfalen · Württemberg

Gauliga's na 1939: Hamburg · Hessen-Nassau · Köln-Aachen · Kurhessen · Mecklenburg · Moselland · Niederschlesien · Oberschlesien · Osthannover · Schleswig-Holstein · Südhannover-Braunschweig · Weser-Ems · Westmark

Gauliga's in bezette gebieden: Böhmen und Mähren · Danzig-Westpreußen · Elsaß · Generalgouvernement · Sudetenland · Ostmark · Wartheland